# Sigrun Koeppe
Sigrun Koeppe (* 27. November 1936 in Prietzen, Provinz Niederschlesien) ist eine deutsche Filmregisseurin und Kamerafrau.

## Leben
Sigrun Koeppe machte in Rostock das Abitur, studierte Ökonomie der Schifffahrt in Dresden und erwarb als eine der ersten Bürgerinnen der DDR das Seefahrtbuch. Ebenfalls als erste Frau in der DDR arbeitete sie als Produktionsarbeiterin auf einem Fischdampfer, fuhr damit nach Labrador und dokumentierte diese Fahrt in einer Fotodokumentation.
Zwischen 1958 und 1960 war sie Regiestudentin an der Hochschule für Film und Fernsehen Babelsberg bei Günter Reisch. Im Jahr 1961 heiratete sie Adolf Bollmann und durfte in die Bundesrepublik ausreisen. Mit ihm gemeinsam machte sie zunächst als Kamerafrau und schließlich auch als Autorin und Editorin Filme. 1962 erhielten Koeppe und Bollmann ihr erstes Prädikat für den Kinovorfilm Schützenfest und 1965 ihren ersten Auftrag vom NDR-Fernsehen für einen Dokumentarfilm über Jugendliche auf einem Sylter Zeltplatz. Im Jahr 1969 erhielt sie als Mitautorin der Fernseh-Sendereihe Vor neuem Anfang gemeinsam mit Bollmann den zweiten Preis des Wilhelmine-Lübke-Preises des Kuratoriums Deutsche Alterspflege. Viele Produktionen für Kinder und Jugendliche entstanden für das 3. Programm des NDR.
Obwohl in Schleswig-Holstein lange Zeit ein Konzept zur Filmförderung fehlte, lebte Koeppe auch nach der Trennung von Adolf Bollmann 1978 weiterhin mit ihren zwei Töchtern und ihrem Sohn in Tornesch. Im Jahr 1981 gründete sie dort zusammen mit dem Kameramann Volker Tittel die Quadriga Film GmbH und wechselte damit endgültig ins Regiefach.
Neben Jugendsendungen wie Lapislazuli, in denen die Tornescher Bürger selbst Rollen übernahmen, drehte Koeppe auch Dokumentationen über ihre Heimat. So zum Beispiel einen Film über die Nachbarstadt Uetersen anlässlich deren 750-Jahr-Feier 1984, die Dokumentation Bei Säbelschnäblern und Regenpfeifern auf der Elbinsel Pagensand oder Dokumentationen für das NDR-Jugendmagazin Kernbeißer (Nachfolge-Reihe der Joker-Sendungen) z. B. auf der Vogelwarte Helgoland oder über das Naturschutzgebiet Ahrensburger Tunneltal.
Auf den 36. Internationalen Filmfestspielen von Berlin 1986 stellte Sigrun Koeppe ihren Kinofilm Novemberkatzen vor. Diese Verfilmung des gleichnamigen Buches von Mirjam Pressler handelte von der elfjährigen Ilse, die sich in einem von Prüderie und Männergewalt geprägten norddeutschen Dorf Anfang der 1950er Jahre behaupten muss. Katharina Brauren bekam für die Rolle der Großmutter das Filmband in Gold verliehen. Für die Dreharbeiten des Sechsteilers Pastors Kinder, Müllers Vieh geraten selten oder nie in Radegast nach Amei-Angelika Müllers autobiographischem Roman stand sie 1990 mit Matthias Brandt und Sygun Liewald wieder vor Koeppes Kamera.
Sigrun Koeppe drehte insgesamt vier Folgen der 6-teiligen Fernsehserie Geschichten hinterm Deich von der Autorin Elke Loewe. In der in Osten gedrehten Folge Katharina Klavierspielerin, in der auch Marianne Hoppe mitspielte, übernahmen Heidi Brühl und Koeppes damals 15-jähriger Sohn Boris Bollmann die Hauptrollen. Für ihr Gesamtwerk und insbesondere für ihren in der Region produzierten Film Novemberkatzen wurde Koeppe 1987 mit dem Kulturpreis des Kreises Pinneberg ausgezeichnet.
Von 1991 bis 2001 war sie als Cutterin im Fernseh-Archiv des NDR festangestellt.
Sigrun Koeppe baute in Dänemark mit einem Fischer eine Fischerhütte zur gemeinsamen Nutzung aus.

## Filmographie

### Zusammen mit Adolf Bollmann
- 1962: Schützenfest; (Kamera: Bernd Upnmoor)
- 1963: Das Schiff im Eis; (Regie, Schnitt: Bernd Upnmoor)
- 1963: Studenten / Langfassung: Student in Hamburg
- 1965: Geschichte mit einem Hund und Träumen
- 1966: Barfuß sich die Zeit vertreiben; Dokumentarfilm für NDR
- 1967: Lehrlinge; Dokumentarfilm für NDR
- 1968: Schaumann bringt Erfolg im Stall; Industriefilm
- 1968: Ehespiel. (Epilog eines Dreißigjährigen über die Ehe); Spielfilm
- 1968: Alltag; Dokumentarfilm der Serie Vor neuem Anfang des NDR
- 1968: Hoffnung; Dokumentarfilm der Serie Vor neuem Anfang des NDR
- 1969: Sonderschule; Dokumentarfilm der Serie Das behinderte Kind des NDR
- 1969: Zwei Mädchen; Dokumentarfilm der Serie Das behinderte Kind des NDR
- 1969: Gut daß wir nicht so sind; Dokumentarfilmfeuilleton für NDR
- 1970: Hoffentlich geht das gut aus; Fernseh-Dokumentation einer medienpädagogischen Untersuchung in Zusammenarbeit mit Ernst Schaack
- 1971: Wie in einer richtigen Familie; Fernseh-Dokumentation einer medienpädagogischen Untersuchung in Zusammenarbeit mit Ernst Schaack
- 1972–1974: 62 Folgen des Vorschulmagazins Maxifant und Minifant des NDR (Rahmenhandlung und ein Teil der Einzelbeiträge)
- 1975: Uwe und Karin: Sturmfreie Bude
- 1976: Zu alt um nur zu spielen; Spielfilmserie (8 Folgen) für das Jugendprogramm des NDR (zusammen mit Manfred Tesch und Reinhard Eichelbeck)
- 1977: Der Wolf und die Frau (Kamera, Schnitt)
- 1977: Die Kutterklicke (Kamera, Schnitt, Co-Regie)

### Ab 1978
- 1978/79: Ute und Fini
- 1978/79: Meine Liebe zu Peter muss doch unsere Freundschaft nicht auseinanderbringen
- 1980: Mensch, ärgere dich doch nicht
- 1981: Treffpunkt Deutsch (NDR)
- 1981/82: Sherlock, Schmidt & Co. (Kinderkrimi-Serie, 6 Folgen)
- 1982: non-sense (Bildregie)
- 1982/83: Sherlock, Schmidt & Co. (3 Folgen)
- 1984: Pagensand – Portrait einer Elbinsel
- 1985: Erinnerungen (Kurzfilm)
- 1986: Novemberkatzen
- 1987: Kultur in Schleswig-Holstein (24 Folgen, NDR)
- 1987: Hannahs Sterne (Kurzfilm, ZDF)
- 1988: Geschichten hinterm Deich (4 Spielfilmfolgen à 25 min, NDR)
- 1989: Du und Deine Welt
- 1991: Pastors Kinder, Müllers Vieh geraten selten oder nie (6 Spielfilmfolgen à 25 min, WDR)